# Hesperozygis
Hesperozygis là một chi thực vật có hoa trong họ Hoa môi (Lamiaceae).

## Loài
Chi Hesperozygis gồm các loài: